# .uz
.uz је највиши Интернет домен државних кодова (ccTLD) за Узбекистан.